# Ondřej Herzán
Ondřej Herzán (* 3. března 1981, Broumov) je bývalý český fotbalový záložník a mládežnický reprezentant. Mimo Českou republiku hrál v Itálii.
V červnu 2017 byl valnou hromadou zvolen do vedení Hráčské fotbalové unie (HFU), kde zastává roli člena Kontrolní komise.

## Klubová kariéra
Před dovršením 19 let působil v Broumově, Náchodě, SK Pardubice a Bohdanči.
V červenci 2000 se připojil ke kádru FK Pardubice. O rok později přestoupil do Jablonce. V létě 2004 zamířil z Jablonce do Sparty Praha, kde se však příliš neprosadil. V letním přestupovém období roku 2006 opustil Prahu a odešel do italského klubu Lecce. V Lecce odehrál jednu sezónu, během které nastoupil ve 12 utkáních. Vedle něj v týmu působil i slovenský fotbalista Martin Petráš, jenž přestoupil společně s Herzánem. Trenérem Lecce byl při jejich příchodu Čech Zdeněk Zeman. Zeman i Petráš ovšem po půlroce klub opustili. V roce 2007 přestoupil do jiného italského týmu Hellas Verona FC, jenž hrál italskou třetí ligu. Herzán nastoupil ve 13 zápasech, i přes to se na začátku roku 2008, po pouhém půlroce, stěhoval do italského týmu Spezia Calcio. Zde ve městě La Spezia odehrál 18 zápasů jarní části sezóny 2007/2008. Spezia ovšem sestoupila a zkrachovala a Herzán se stal na konci sezóny volným hráčem, i když měl smlouvu ještě na další rok. Zatímco jeho manažer sháněl jiné italské působiště, Herzán si vyjednal podzimní hostování v českém SK Kladno. V Kladně působil jako amatér a nastoupil do sedmi utkání. V lednu 2009 se stal opět součástí týmu Spezie. V létě 2011 přestoupil v rámci Itálie do třetiligového týmu Calcio Portogruaro Summaga.
V lednu 2014 přestoupil do druholigového Dynama Č. Budějovice. S klubem vybojoval postup do 1. české ligy.
V prvním ligovém kole sezony 2014/15 27. července 2014 proti FC Slovan Liberec (remíza 1:1) se mu obnovilo zranění stehenního svalu, což jej vyřadilo na cca měsíc ze hry. Po podzimní části sezóny 2014/15 v Dynamu skončil a ukončil profesionální kariéru. Celkově v české lize odehrál 116 utkání a zaznamenal 9 gólů.

## Reprezentační kariéra
Herzánova reprezentační kariéra začala nominací trenérem Dušanem Fitzelem do reprezentace do 17 let. Za ni Herzán nastoupil ke dvěma neúspěšným turnajovým utkáním s Rumunskem (0-1) a Tureckem (0-2), obě skončily porážkou. Další dva starty si připsal v reprezentaci do 20 let, a to v přátelských utkáních s Polskem (1-2) a znovu Tureckem (1-1). V reprezentaci do 21 let nastoupil ke čtyřem utkáním. Posledním utkáním byla bezgólová remíza s Katarem koncem ledna 2003.

## Ligová bilance
| Ročník                          | Zápasy | Góly | Klub                         |
| ------------------------------- | ------ | ---- | ---------------------------- |
| 2. česká fotbalová liga 1998/99 | 17     | 0    | AFK Atlantic Lázně Bohdaneč  |
| 2. česká fotbalová liga 1999/00 | 27     | 4    | AFK Atlantic Lázně Bohdaneč  |
| 2. česká fotbalová liga 2000/01 | 29     | 5    | FK Atlantik Slovan Pardubice |
| Gambrinus liga 2001/02          | 26     | 2    | FK Jablonec                  |
| Gambrinus liga 2002/03          | 27     | 4    | FK Jablonec                  |
| Gambrinus liga 2003/04          | 29     | 2    | FK Jablonec                  |
| Gambrinus liga 2004/05          | 5      | 0    | FK Jablonec                  |
| Gambrinus liga 2004/05          | 5      | 0    | AC Sparta Praha              |
| 2. česká fotbalová liga 2004/05 | 24     | 0    | AC Sparta Praha „B“          |
| 2. česká fotbalová liga 2005/06 | 19     | 4    | FK Jablonec                  |
| Gambrinus liga 2005/06          | 7      | 1    | AC Sparta Praha              |
| Gambrinus liga 2006/07          | 2      | 0    | AC Sparta Praha              |
| Serie B 2006/07                 | 12     | 0    | US Lecce                     |
| Serie C1 2007/08                | 13     | 0    | Hellas Verona FC             |
| Serie D 2008/09                 | 18     | 0    | Spezia Calcio                |
| Gambrinus liga 2008/09          | 7      | 0    | SK Kladno                    |
| Synot liga 2014/15              | 13     | 0    | SK Dynamo České Budějovice   |
| CELKEM 1. česká liga            | 116    | 9    |                              |

## Po aktivní kariéře
Ondřej Herzán patřil mezi řadu známých fotbalových osobností, kteří v roce 2014 ostře kritizovali Českou asociaci fotbalových hráčů (ČAFH) v čele s Markétou Haindlovou pro nedůvěryhodnost, nečinnost a nepřehledné hospodaření. V červnu 2017 byl zvolen členem kontrolní komise Hráčské fotbalové unie (HFU).